# Logan (Utah)

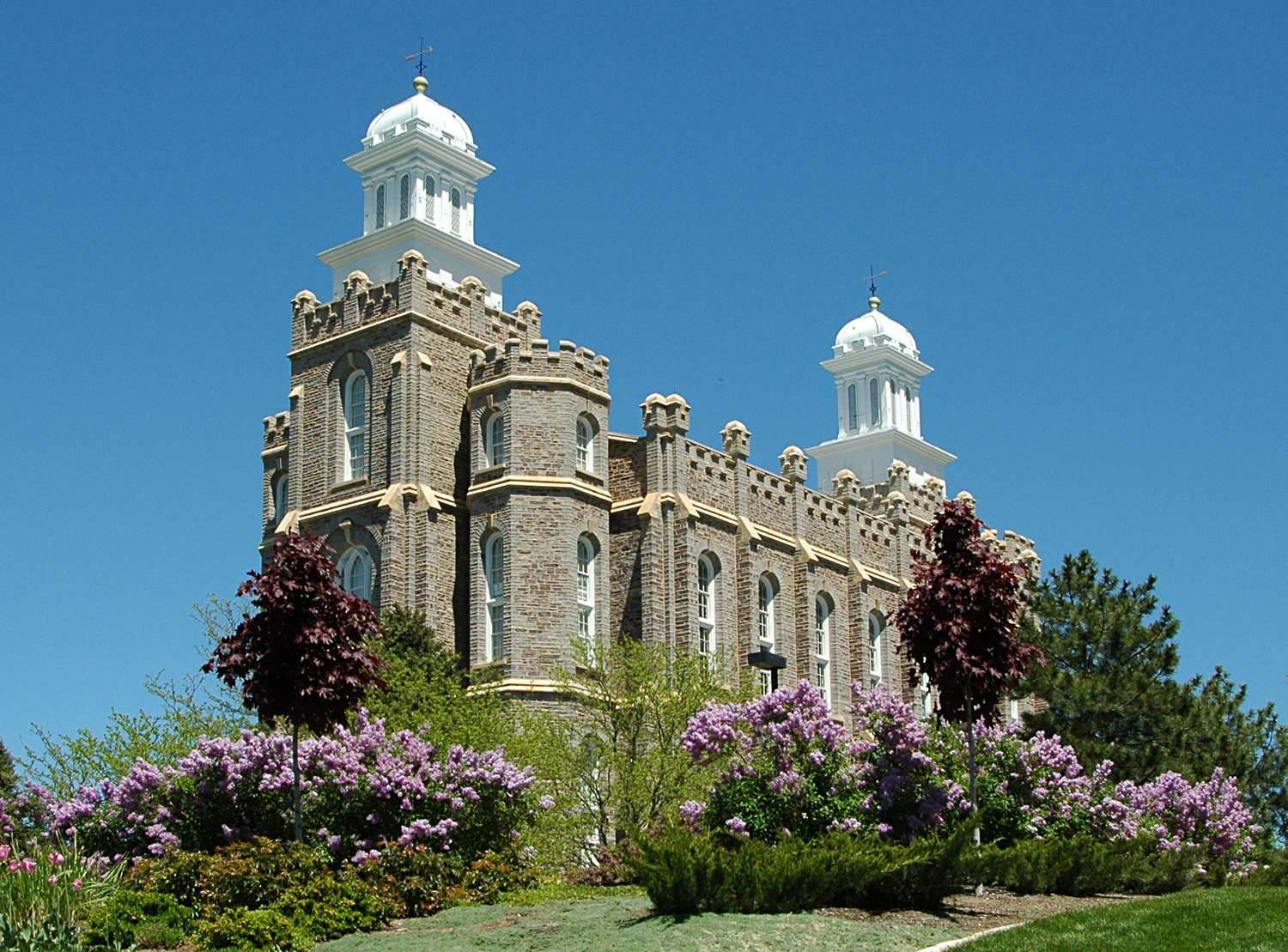
Templo de La Iglesia de Jesucristo de los Santos de los Últimos Días.

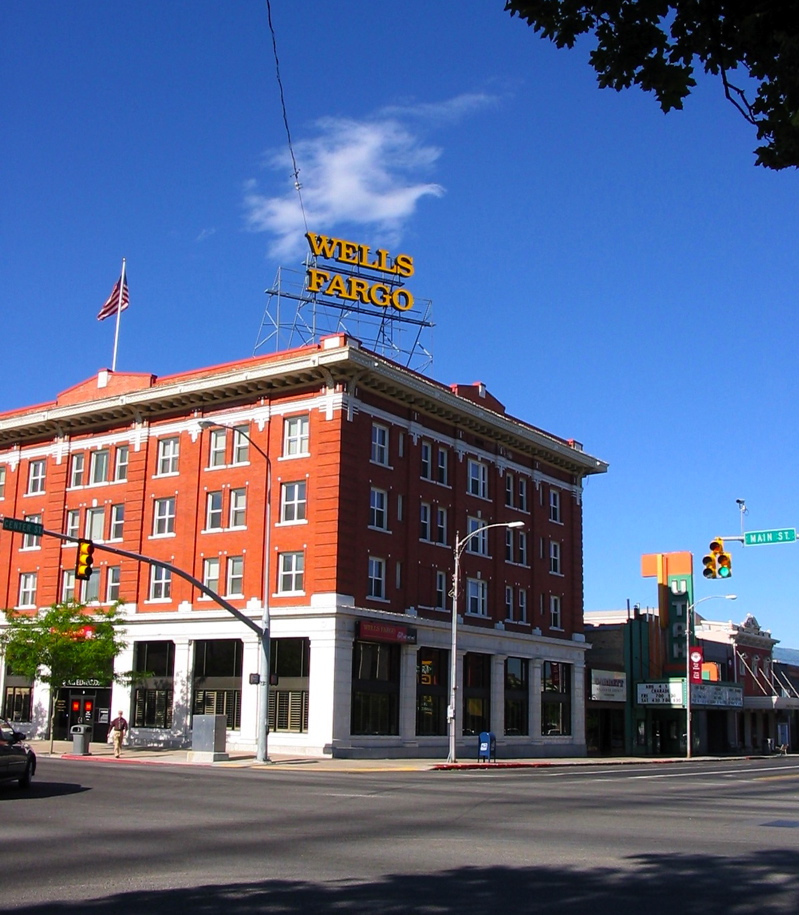
Centro de la ciudad, esquina de las calles Main y Center.

Logan es una ciudad del condado de Cache, estado de Utah, Estados Unidos. Según el censo de 2020, tiene una población de 52,778 habitantes, con un incremento importante sobre la población de 1990, cuando contaba con 32.771 Habitantes. Se estima que la población en 2005 se había incrementado hasta los 47.357 habitantes. El área metropolitana de Logan tiene 109.666 residentes. Es la capital del condado de Cache. Está incluida en el área metropolitana estadística parcial de Logan-Idaho.

## Historia
Logan se encuentra ubicado en una región conocida localmente como el valle Cache. Fue colonizado por pioneros mormones, unas veinte familias liderizadas por John Panell Wright. El asentamiento fue decisión del entonces presidente de la iglesia SUD Brigham Young quien escogería un lote central para la construcción del templo de Logan. El crecimiento de la población fue más veloz que sus asentamientos vecinos, principalmente por el místico templo, elemento central en la fe de los fieles.